# سوزان جونسون (روائية أمريكية)
سوزان جونسون (بالإنجليزية: Susan Johnson)‏ (7 يوليو 1939)؛ كاتِبة وروائية أمريكية.